# 史塔維斯基
《史塔维斯基》（法語：Stavisky）是1974年法国传记片，由阿伦·雷乃执导。

## 情节
这部电影描绘了谢尔盖·亚历山大（史塔维斯基）从1933年末到1934年1月——生命中最后几个月的经历。他作为财务顾问，成立了一家神秘的公司来处理国际债券，他洗白被盗的珠宝，他为了避免通过巴约讷的市政当押商出售的欺诈债券被揭发而玩弄资金。他曾是巴黎剧院经理，他遨游赌场，他在新闻界、警界和政界都颇有影响。他奢侈的生活方式和深藏的欲望都十分抓人眼球。他热爱魅力四射的妻子阿莱特，却又利用她的美貌从一个西班牙法西斯分子那里吸引资金。他自相矛盾的对朋友们讲述自己过去的事情。为了制造更多欺骗，他也展现自己的政治理想主义。他最后的死亡也是一个谜团——可能是自杀，也可能是安全部队谋杀——以确保他永远沉默。

## 分析
阿伦·雷乃试图在本片中反思法国1930年代的历史，这一时期为贝当政府的上台铺平了道路。不过他没有像自己早期的电影那样以政治为基调，而是将历史化入主要角色的幻想。编剧豪尔赫·森普伦认为，H·P·洛夫克拉夫特是本片的主要灵感来源之一。不过，洛夫克拉夫特致力于揭开平庸现实底下的奇幻，而雷乃的主人公却是平庸的骗子，他自己为外部世界那种混乱提供了根源，最后也在自然与政治的夹击中走向毁灭。影片末尾，插入了一个小桥段，表现列夫·托洛茨基在法国的活动。犹太革命者托洛茨基和犹太骗子史塔维斯基的鲜明对比，暗示了历史道路的另一种可能。